# Geomática

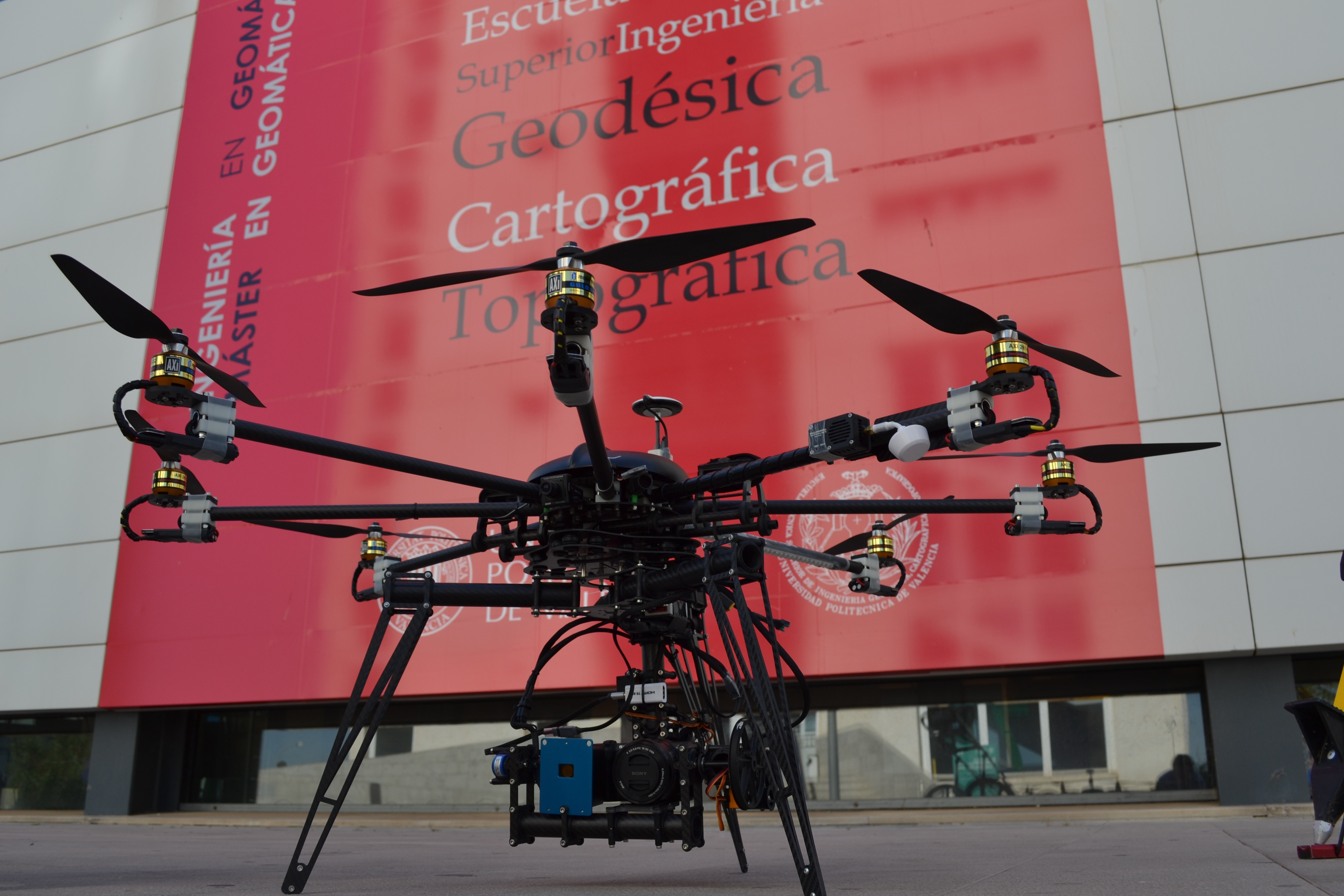
Los sensores remotos en drones hacen posible la teledetección para obtener información sobre objetos y fenómenos de la superficie terrestre, así como la toma de imágenes para la planificación territorial y urbanística, el proyecto y desarrollo de obras de ingeniería, estudios de impacto ambiental, la monitorización de fenómenos sobre la superficie terrestre.

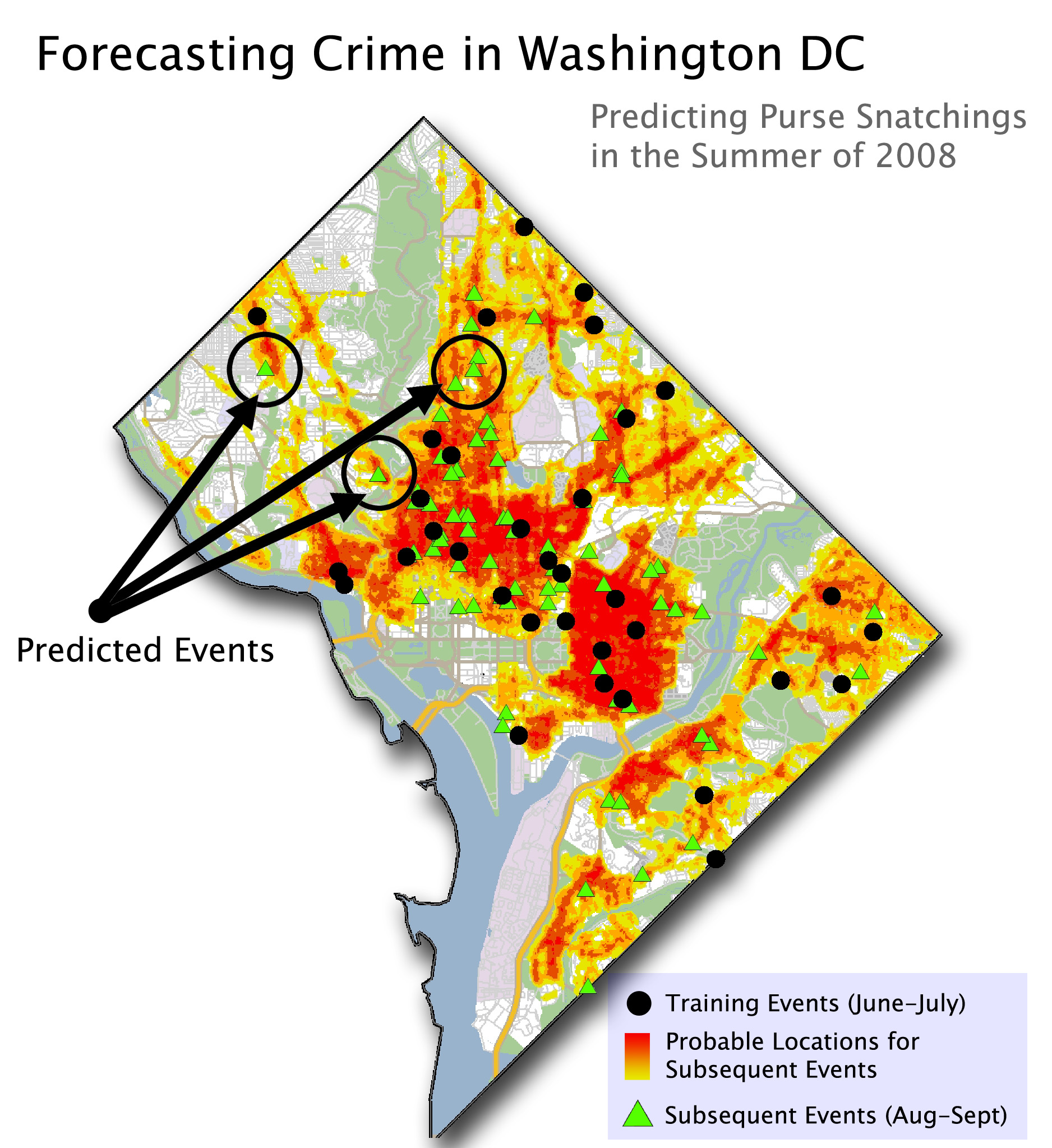
Cualquier evento con un componente geográfico puede ser analizado especialmente mediante un Sistema de Información Geográfica. En la imagen, un mapa sobre delincuencia y crimen con las áreas más propensas a sufrir robos en Washington D. C. (EE. UU.)

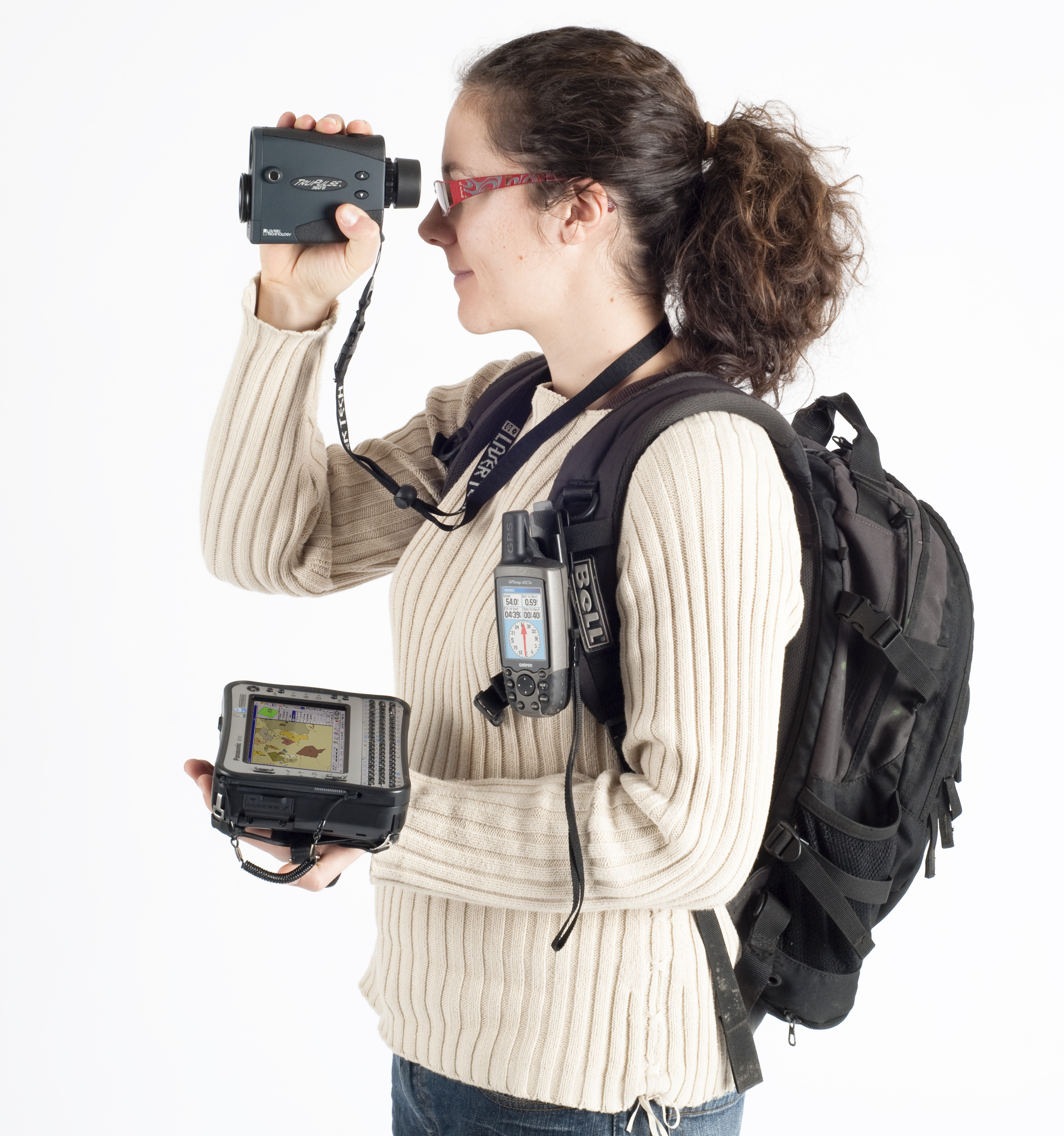
Tecnología Field Map para el levantamiento de información en campo utilizada para la realización de inventarios forestales (computadora portátil robusta, GPS y telémetro láser).

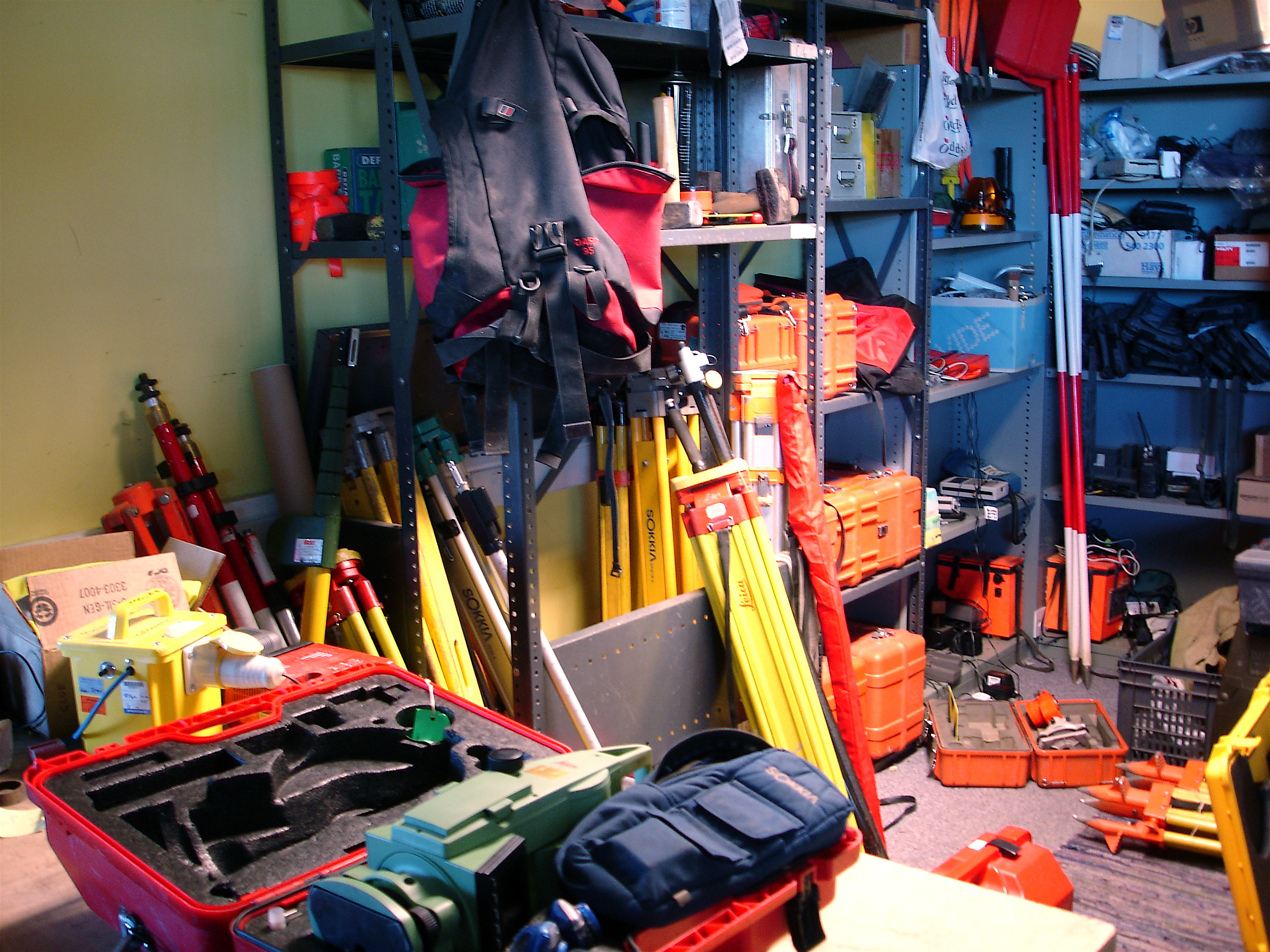
Equipos utilizados para la obtención de datos en trabajos de campo usados en el ámbito de la geomática.

La geomática (compuesto por geo, "Tierra", y mática, "automatización", como en "informática"), también ingeniería geomática o tecnología geoespacial, es la ciencia que se ocupa de la gestión de información geográfica mediante la utilización de tecnologías de la información y la comunicación. La gestión incluye la adquisición, captación, modelado, tratamiento, almacenamiento, recuperación, análisis, explotación, representación, visualización y difusión de la información geográfica y su aplicación en múltiples áreas. La geomática está conformada por muchas ciencias y tecnologías, entre las que podemos mencionar: geodesia, agrimensura, cartografía, topografía, sistemas de información geográfica (SIG/GIS), bases de datos geoespaciales GeoDMBS, dibujo apoyado por computadora - CAD (Computer-Aided Design), GNSS-Global Navigation Satelite Systems (GPS, Galileo, Glonass, Beidou) / DGPS, teledetección (sensores remotos y PDI-procesamiento digital de imágenes), fotogrametría y fotointerpretación, LIDAR, UAV-UAS-VANT (Drones), Información Multimedia Georeferenciada o Geolocalizada, Infraestructura de Datos Espaciales, publicación de mapas en la Web (Webmapping) y en dispositivos móviles, cartografía temática, modelos digitales de elevación (DEM-DTM-DSM) y otros. La geomática ha generado el desarrollo de nuevas áreas del conocimiento, tales como la hidrología-hidrografía digital, la geomorfometría, la geoestadística y otros. Recordemos que todos los equipos con los que se desarrollan los procesos en la geomática son electrónicos, por lo que este área es fundamental dentro de la geomática, y que las TIC (tecnologías de información y comunicación) son parte del nombre de la geomática y está relacionada con cualquier ciencia que suponga el procesamiento de información geográfica. Este término, nacido en Canadá, ya es parte de las normas de estandarización ISO.

## Historia
El término geomática fue creado por Michel Paradis, un agrimensor-geómetra quebequés que fue el primero que propuso este término en un artículo publicado en 1981, en la revista Le géomètre canadien, y en abril de 1982 durante una conferencia pronunciada en calidad de conferenciante invitado al congreso del centenario de la Asociación Canadiense de Agrimensura. El autor sostenía allí que, a la salida del siglo XX, las necesidades en informaciones geográficas tomarían una amplitud sin precedente en la historia y que para responder a eso adecuadamente, se volvía necesario integrar en una nueva disciplina, las disciplinas tradicionales de la agrimensura con los medios y los métodos modernos de captación, tratamiento, almacenamiento y difusión de los datos.
A nivel académico, la ingeniería geomática tuvo origen en Canadá, específicamente en la provincia de Quebec en el siglo XX, y oficialmente en 1986 en la Universidad Laval, quienes ofertaron el primer programa de ingeniería geomática a nivel mundial. Fue, por tanto, la primera universidad que dio un paso sustancial adoptando a las nuevas tecnologías con la consolidación de las ciencias para estudiar la Tierra. Pero no solo en la provincia de Quebec sucedió este fenómeno, sino que repercutió en las universidades de las provincias de Nuevo Brunswick, Ontario, Alberta y la Columbia Británica. 
En la década de 1960, el estudio de la forma y las dimensiones de la Tierra estuvo sujeto a constantes cambios científicos y tecnológicos a nivel internacional; por otro lado, el problema de la superposición de distintas capas de información en un mismo territorio y su interrelación era un problema que enfrentaba una serie de problemáticas que eran difíciles de resolver. Específicamente en Norteamérica, en donde la fotogrametría, la teledetección, la cartografía, la geodesia y la topografía buscaban mecanismos que permitieran sistematizar procedimientos complejos. 
Hubo un incremento de necesidades mundiales de ubicación, delimitación, georreferenciación, localización, etcétera, en donde el papel de las ciencias que estudiaban estas problemáticas resultaba insuficiente.
De esta manera, la presión se hizo notar en ciertos países que comenzaron a invertir y apostar a la investigación con el propósito de desarrollar herramientas integrales geomáticas apoyando dichas problemáticas. Tal es el caso de los Estados Unidos, que en el año de 1978 lanza su primer satélite (en lo que hasta ahora es la constelación Navstar) con la tecnología GPS (Global Positioning System). En 1982, la entonces Unión Soviética comienza a desarrollar estudios geoespaciales con el lanzamiento de satélites en lo que hasta ahora es la constelación GLONASS (Global Navigation Satellite System). En 1994, la AEE (ESA) y la Comisión Europea (EC) se alían para lanzar el programa EGNOS (European Geostacionary Navigation Overlay Service), que tenía por finalidad complementar y mejorar el servicio proporcionado por los sistemas GPS y GLONASS.
Dichos avances dieron pauta para apoyar estudios sobre el territorio con la adaptación de la información geoespacial, que entonces comenzaba a popularizarse para uso civil, ya que en un principio el propósito era bélico. Por otro lado, el desarrollo de la informática se hizo presente con la evolución fulgurante de hardware y software, que permitían comenzar la gestión y tratamiento de la información geoespacial a través de los primeros sistemas, permitiendo explotar la componente espacial en su forma atómica, es decir, una coordenada en X y Y podía ser estructurada sobre primitivas (puntos, líneas y polígonos), dando vida a visualizar vectores en forma lineal, figuras geométricas y, posteriormente, cualquier elemento u objeto geográfico tratado con lenguajes de programación.
Por otro lado, en la actualidad están desarrollándose los sistemas de posicionamiento y navegación en interiores de edificios, especialmente útiles para aplicaciones industriales, robótica y asistencia a personas en situación de dependencia o discapacidad.

## Aplicaciones de la Geomática
La geomática se está aplicando hoy en día en múltiples áreas tales como: 
- Planificación Territorial en ámbitos Urbanos y Rurales (Urbanismo)

- Catastro Multifinalitario y Administración de tierras
- Gestión Pública
- Geomarketing
- Seguridad Pública (Criminología, Manejo y Gestión de Riesgos)
- Planificación y Gestión Ambiental
- Geología
- Minería
- Agronomía
- Servicios Públicos (Planificación y Gestión de los servicios de Agua, Electricidad, Telefonía, etc.)
- Geopolítica
- Apoyo comunitario (Community Mapping)
- Ingeniería Civil (Vialidad, Infraestructura, Equipamiento)
- Ingeniería Eléctrica (Gestión de Redes de Transmisión, Planificaciones hidrológicas, Manejo de Cuencas, para hidroeléctricas etc.)
- Salud – Epidemiología
- Turismo
- Simulación de escenarios - What if
- y muchos otros más.

## Categorías
- Datos: Q619798
- Multimedia: Geomatics / Q619798